# Kościół Świętej Rodziny w Łodzi przy ul. Bolesława Limanowskiego
Kościół pod wezwaniem Świętej Rodziny w Łodzi – świątynia należąca obecnie do polskokatolickiej parafii Świętej Rodziny w Łodzi, położona przy ul. B. Limanowskiego 60. Pierwotnie była to świątynia baptystyczna.
Obiekt został wzniesiony w 1925 na potrzeby III zboru baptystycznego w Łodzi. Zaplanowano go na 450 miejsc siedzących. Początkowo wspólnota zborowa liczyła 160 członków. W 1945 w związku z opuszczeniem miasta przez większość baptystów niemieckich świątynia została przejęta przez państwo jako mienie poniemieckie.
W 1949 władze państwowe przekazały obiekt na rzecz parafii Kościoła polskokatolickiego, która użytkuje go do dziś.